# Daino (A 5308)
Nave Daino è stata una unità della Regia Marina della classe Antilope, composta dalle tre unità Antilope, Daino e Gazzella che in precedenza durante la seconda guerra mondiale avevano fatto parte della tedesca Kriegsmarine, che catturata dagli americani alla fine del conflitto venne ceduta nel 1949 alla Marina Militare Italiana.

## Caratteristiche
La nave era in origine un dragamine del tipo M43, riuscitissime adatte al pattugliamento, alla scorta antisommergibile ed antiaerea, utili come posamine oltre che validi dragamine.
Le unità di questa classe avevano uno scafo con corto castello seguito da una tuga sistemata tra il centro e la poppa. L’albero era a tripode a proravia di un grosso fumaiolo; l’ampia poppa era circondata da un parapetto metallico. Il dislocamento di 821 tonnellate, la lunghezza fuori tutto era di 67,75 metri, la larghezza massima 9.00 metri e il pescaggio massimo di 2,68 metri.
L'apparato motore era costituito da due motrici alternative, alimentate dal vapore di due caldaie a carbone, combustibile adottato causa la scarsità di nafta nella Germania in guerra e convertito a nafta dopo la cessione all'Italia; l'apparato motore aveva una potenza di 2400 cavalli che imprimevano una velocità massima di 16 nodi, con una autonomia di 3.600 miglia ad una velocità di 10 nodi.
Originariamente l'armamento artiglieresco era costituito da due cannoni scudati da 105/45 mm, sistemati uno a prua ed uno a poppa, due mitragliere da 37 mm, sistemate una su di una sovrastruttura davanti alla plancia ed una dietro al fumaiolo, e otto mitragliere da 20/65 di cui quattro in un impianto quadruplo su di una sovrastruttura a poppa e altri quattro impianti singoli attorno alla plancia. Completavano l'armamento sei tramogge singole e quattro lanciabombe di profondità, con possibilità di portare ventiquattro mine.

## Storia
Nave Daino venne realizzata nei cantieri "F. Schichau Werft" di Koenigsberg dove venne varata il 19 ottobre 1944 per essere consegnata alla Kriegsmarine il 17 gennaio 1945 come dragamine M 803, con le truppe sovietiche ormai ai confini della Prussia orientale, assegnata alla 12. M-Flottille nel Baltico, prese parte tra il 7 e il 31 gennaio 1945, partendo da Danzica alle operazioni di scorta dei convogli che evacuarono da Libau e Windau parte del gruppo d'armate tedesche rimaste isolate dai sovietici nella "tasca" della Curlandia in Lettonia.
Al termine del secondo conflitto mondiale la nave venne catturata dagli americani e passata in gestione il 27 luglio 1945 dalla German Mine Sweeping Administration (GMSA) con il nome "US 36"; il 14 novembre 1947 venne assegnata all'OMGUS (Office of Military Government for Germany of the U.S) poi nel febbraio 1948 affittata alla società "L. Nimitz" che ne progettava la trasformazione in "Casa Galleggiante" (Wohnschiff) per essere utilizzata quale nave caserma dalla polizia di Amburgo. Restituita il 9 marzo 1949, il 20 luglio dello stesso anno venne assegnata, con la sigla B2, all'Italia, che nel febbraio 1949 aveva aderito alla NATO.

### Servizio nella Marina Militare
Dopo la consegna alla Marina Militare la nave venne sottoposta a lavori presso l'Arsenale di La Spezia, nel corso dei quali l'apparato motore venne convertito da carbone a nafta e venne sbarcato l'armamento originario tedesco e le apparecchiature per il dragaggio. Al termine dei lavori l'armamento era costituito da un cannone scudato da 100/47 sistemato a poppa e tre mitragliere da 40/56 sistemate una su di una sovrastruttura davanti alla plancia una dietro al fumaiolo e una su di una sovrastruttura a poppa a proravia del cannone principale. L'equipaggio era di 107 uomini.
La nave venne classificata in un primo momento nave ausiliarie venne riclassificata nave pattuglia r ribattezzata il 1º gennaio 1950 "Daino" con il distintivo ottico DI. Dal 1º ottobre 1953 "Nave Daino" venne classificata Dragamine Meccanico, con sigla NATO "5339", senza tuttavia reimbarcare l’apparecchiatura per il dragaggio.
Il 1º giugno 1956 "Nave Daino" venne riclassificata Corvetta, con la sigla NATO F 541, classificazione che corrispondeva al suo impiego effettivo che era quello di unità leggera antisommergibili e di scorta costiera, e all’armamento vennero aggiunti un porcospino a prua ed a poppa due lanciabombe e due scaricabombe antisommergibile.
Tra marzo e maggio 1959 venne sottoposta a lavori ancora presso l'Arsenale di La Spezia per essere destinata alle ricerche oceanografiche e di archeologia subacquea.
Nel corso dei lavori vennero aboliti cannoni, mitragliere ed ogni altro impianto bellico e il numero dei componenti dell’equipaggio ridotto a 54 uomini e conseguentemente venne ottenuto spazio per l'alloggio di sommozzatori e personale civile degli Istituti di Ricerca. Sono stati rinforzati i picchi di carico, muniti di verricello elettrico con lunghi cavi che rendevano possibile il recupero di oggetti pesanti a buone profondità e venne perforato il ponte di coperta che venne messo in comunicazione con la stiva che venne adattata in deposito reperti. Al posto dei precedenti battelli da salvataggio vennero collocate una motolancia per palombari, una motolancia per collegamenti e due battelli appoggio con motori fuoribordo. A poppa venne ricavato un locale sommozzatori ed a prua un dormitorio per 10 sommozzatori civili e vennero inoltre ricavati un alloggio per il Direttore Archeologo ed un altro alloggio per tre Assistenti Civili.
A centro nave venne sistemata una sala operativa nella quale venivano concentrati il lavoro di disegno, biblioteca, assistenza archeologica, ed altro e che era collegata con la plancia. Un locale venne trasformato in gabinetto fotografico munito di moderne apparecchiature subacquee, l’infermeria completamente rammodernata e vennero installati due potenti compressori Junkers e un compressore più piccolo, fornito dal Ministero della Pubblica Istruzione, che servirà ad azionare un particolare aspiratore subacqueo denominato "Sorbona". La nave venne dotata di ecoscandaglio e in attesa del finanziamento per l'acquisto di una camera di decompressione venne costruita una campana che potesse fungere come tale e nello stesso tempo funzionava da appoggio per i sommozzatori e consentiva agli archeologi che non si immergevano, di seguire dal suo interno gli scavi subacquei.
Al termine dei lavori il 5 giugno 1959 venne sottoscritta una convenzione tra il Ministero della Difesa e quello della Pubblica Istruzione con la quale venivano regolati gli interventi.
La nave fece rientro in servizio con la nuova sigla NATO "A 5308"; al comandante restava la responsabilità marinaresca e militare della nave.
Al suo rientro in servizio "Nave Daino" iniziò la prima campagna in Liguria, ad Albenga, e poi nelle acque della Sardegna per una campagna di scavo presso il relitto di Spargi e iniziando il 1º settembre dello stesso anno nel Golfo di Pozzuoli una campagna di ricerca nel seno di Baia.
Negli anni seguenti "Nave Daino" proseguì le sue campagne di ricerche nelle acque di tutta la penisola italiana, fino al 1964, quando venne messa in disarmo, per totale mancanza di fondi e nel 1966 venne avviata alla demolizione.